# Glaichbea
Glaichbea is een dorp ten zuiden van Camault Muir in de Schotse lieutenancy Inverness in het raadsgebied Highland.